# 磐梯朝日國立公園
磐梯朝日國立公園（日语：／）是位在日本山形縣、福島縣、新潟縣的國立公園。1950年（昭和25年）9月5日成立。

## 概要
磐梯朝日國立公園可分為包含出羽三山與朝日山地的出羽三山·朝日地域，以飯豐山地為主的飯豐地域，包含猪苗代湖與磐梯高原、吾妻山、安達太良山的磐梯吾妻·豬苗代地域三大地區。

### 出羽三山·朝日地域
出羽三山是山形縣村山地方、庄內地方的月山、羽黑山、湯殿山的合稱。作為山岳信仰的重鎮，現在仍有許多修驗者、參拜者來訪。此外，月山還是日本少數可在夏季滑雪的山岳。

### 飯豐地域
飯豐山山岳信仰興盛，與朝日岳皆以高山植物聞名。此外，飯豐連峰因有萬年雪，登山前須做好充足準備。
會津地方西北部的三國岳至飯豐山之間有條細長的縣域。這是為了確保福島縣側居民通往飯豐山的參道所劃入。

### 磐梯吾妻·豬苗代地域
裏磐梯又稱磐梯高原，是1888年（明治21年）7月的磐梯山噴發後，其火山泥流在北側填埋河川所形成。之後遠藤現夢等會津有志之士開始造林，打造出現在的檜原湖、五色沼、雄國沼等觀光地，同時整備收費道路與步道，成為民眾夏季避暑、冬季滑雪的觀光地。
豬苗代湖面積達103平方公里，位居日本第4位（淡水湖第3位）。
吾妻山是那須火山帶（奥羽山脈）最大的火山群。為福島、山形縣界的東西20公里、南北10公里、標高2,000公尺級火山連綿的山地。透過磐梯吾妻Skyline可從福島盆地前往吾妻小富士、淨土平、一切經山等觀光地。一切經山現為活火山。
山容和緩的安達太良山是登山・健行的熱民地點，但火山口周邊有硫化氣體等火山氣體噴出。

## 火山
- 月山
- 吾妻山
- 安達太良山
- 磐梯山
- 貓魔岳（日语：猫魔ヶ岳）

## 圖片

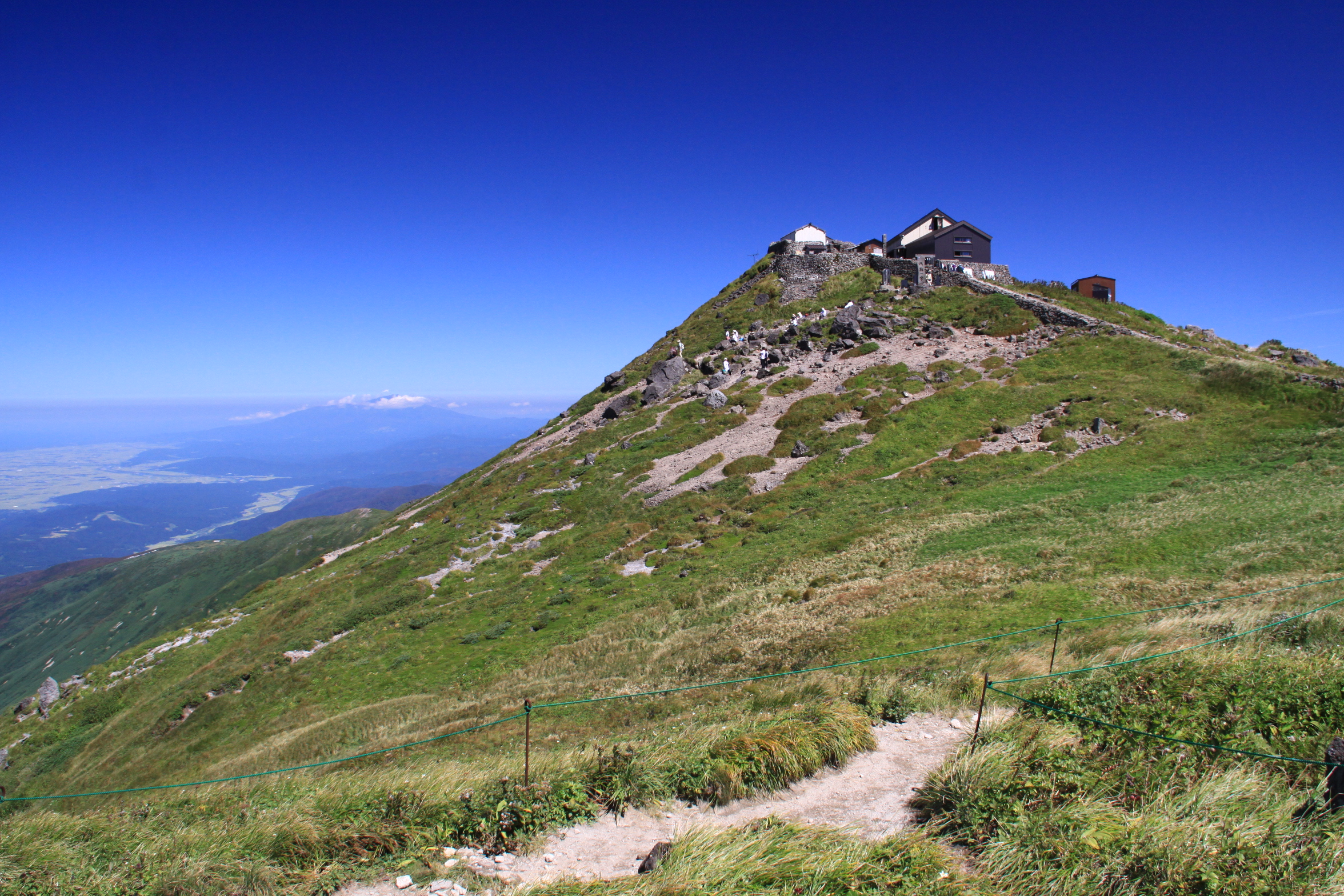
月山
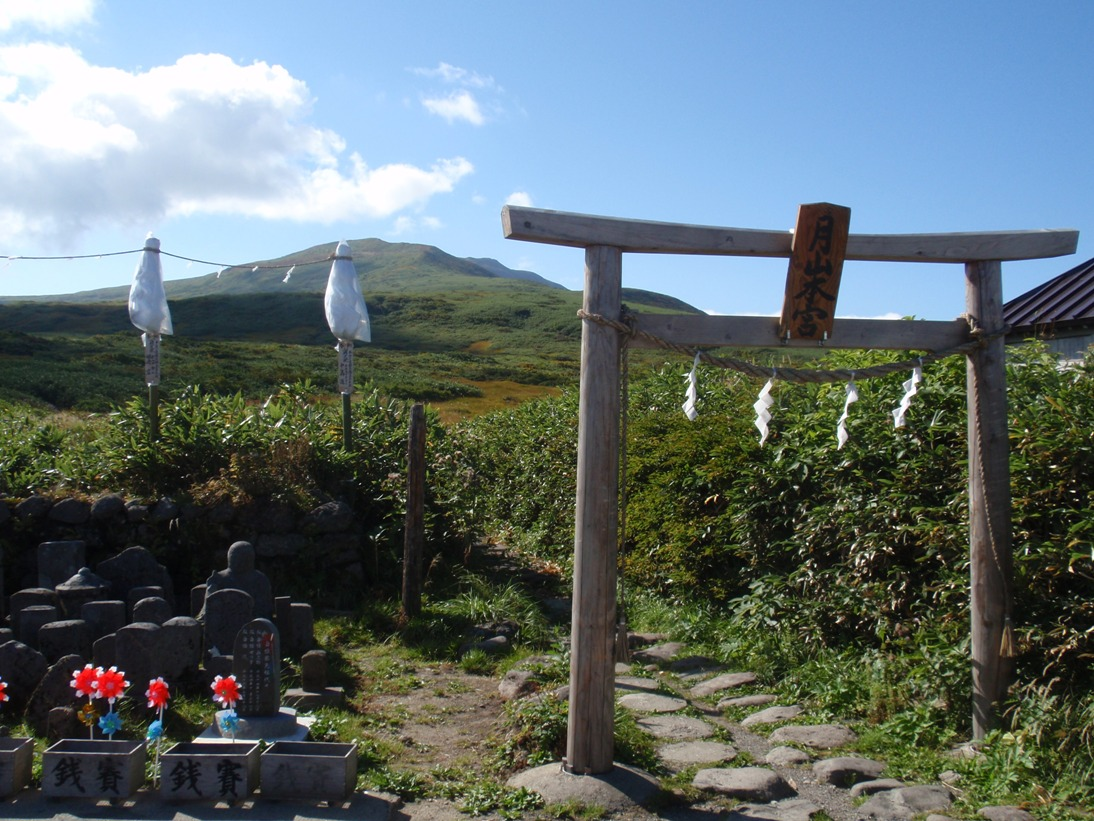
月山與彌陀原
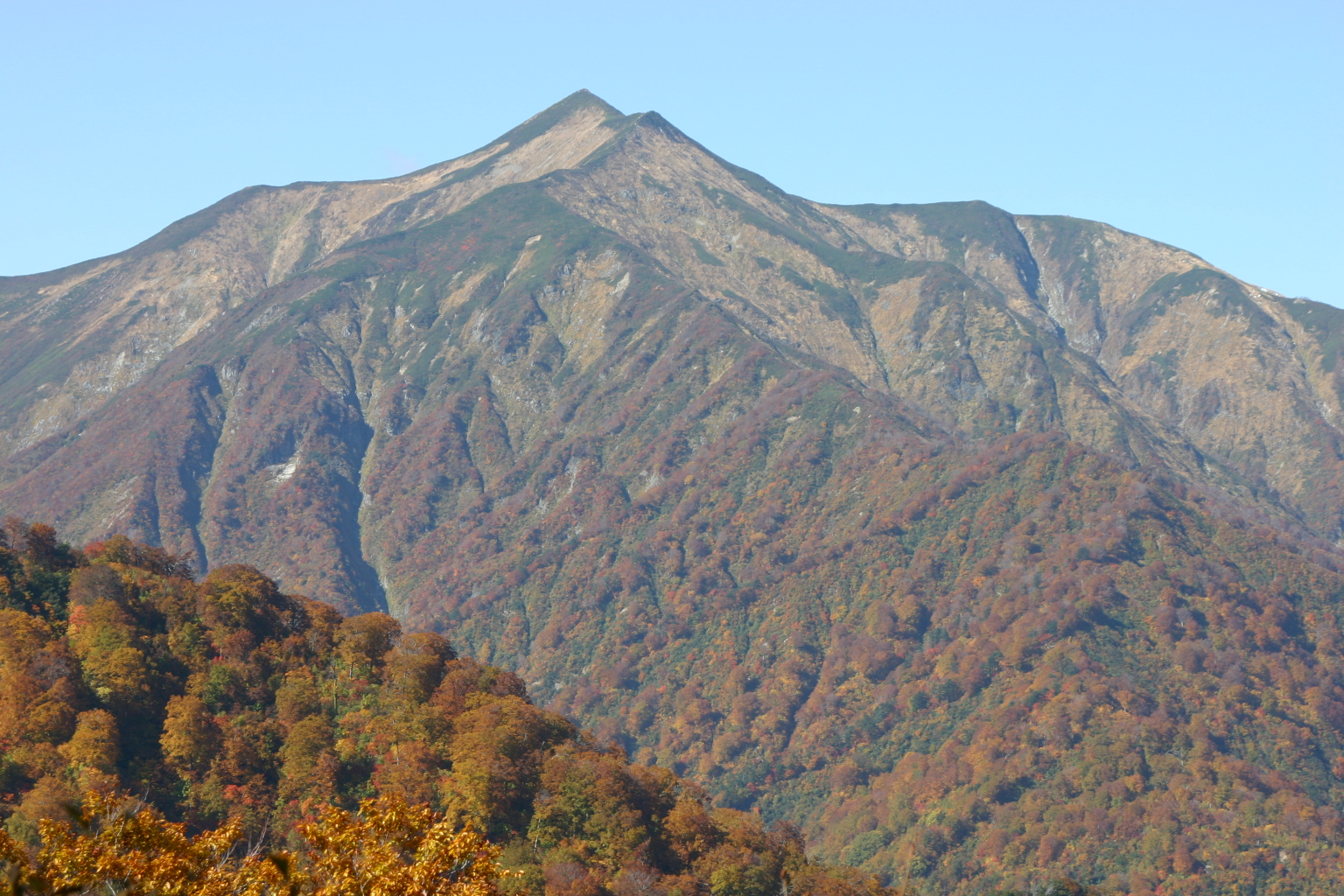
上倉山眺望大朝日岳（日语：大朝日岳）
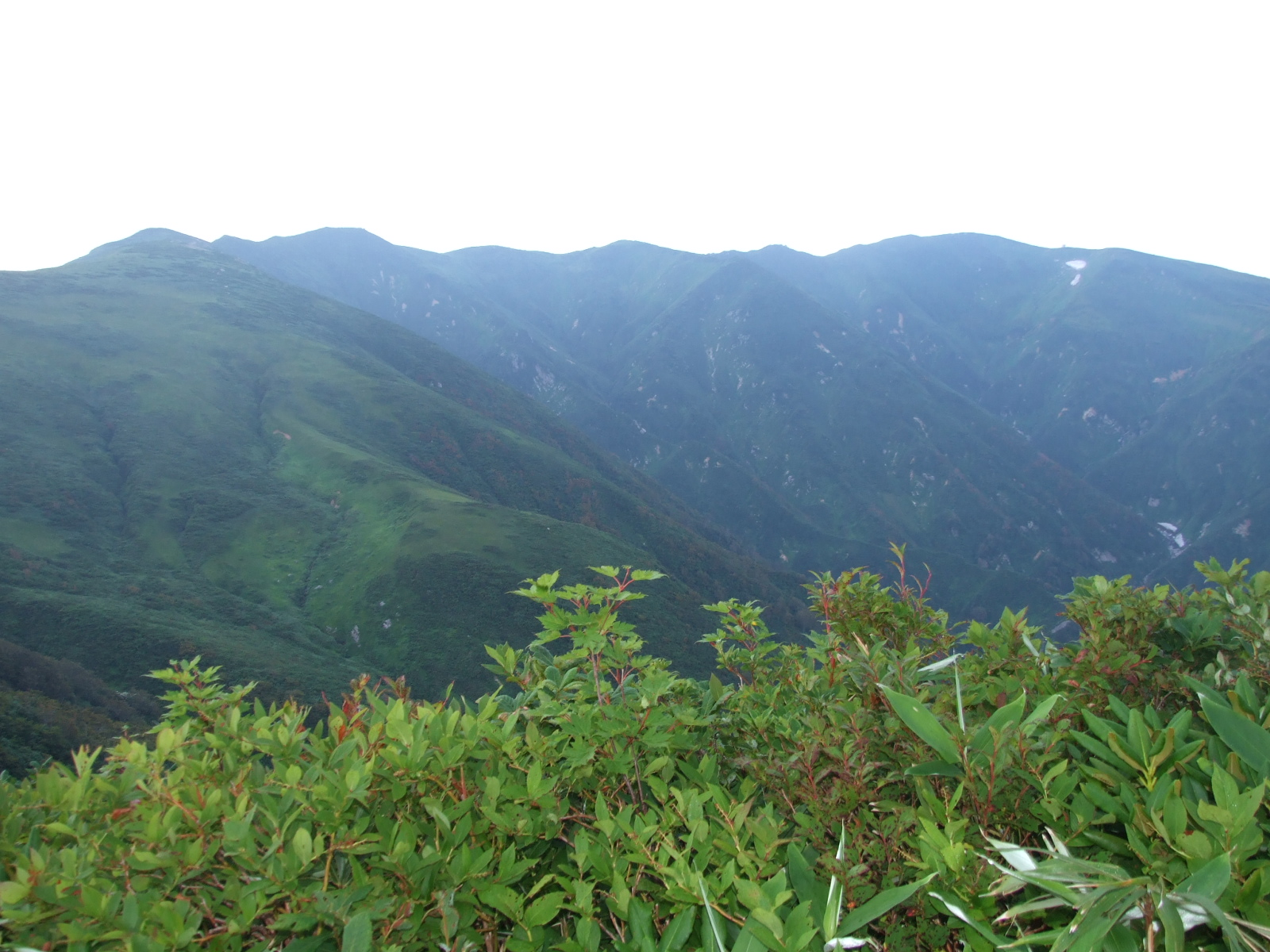
三角峰眺望以東岳
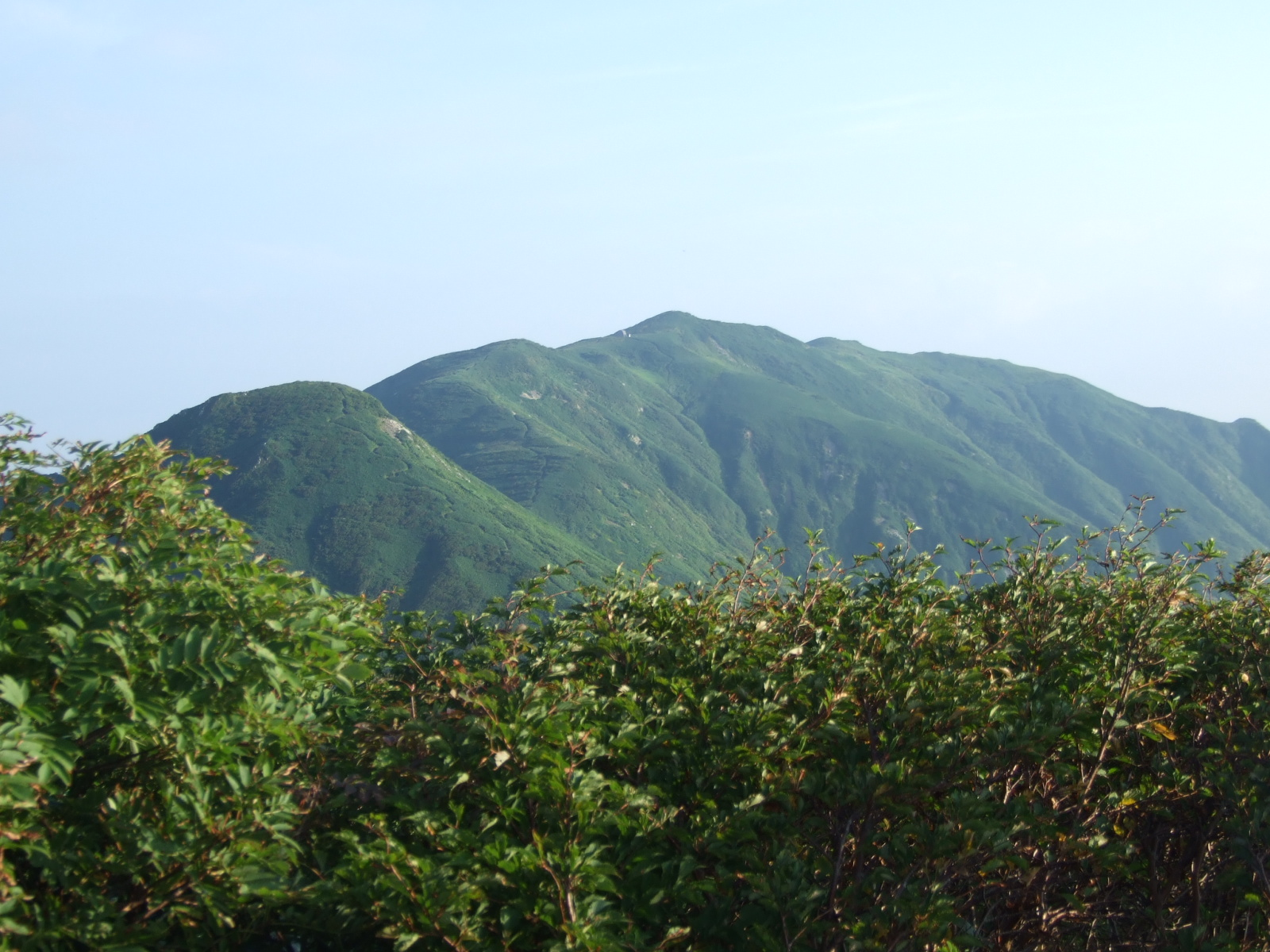
大石山分岐眺望朳差岳（日语：朳差岳）
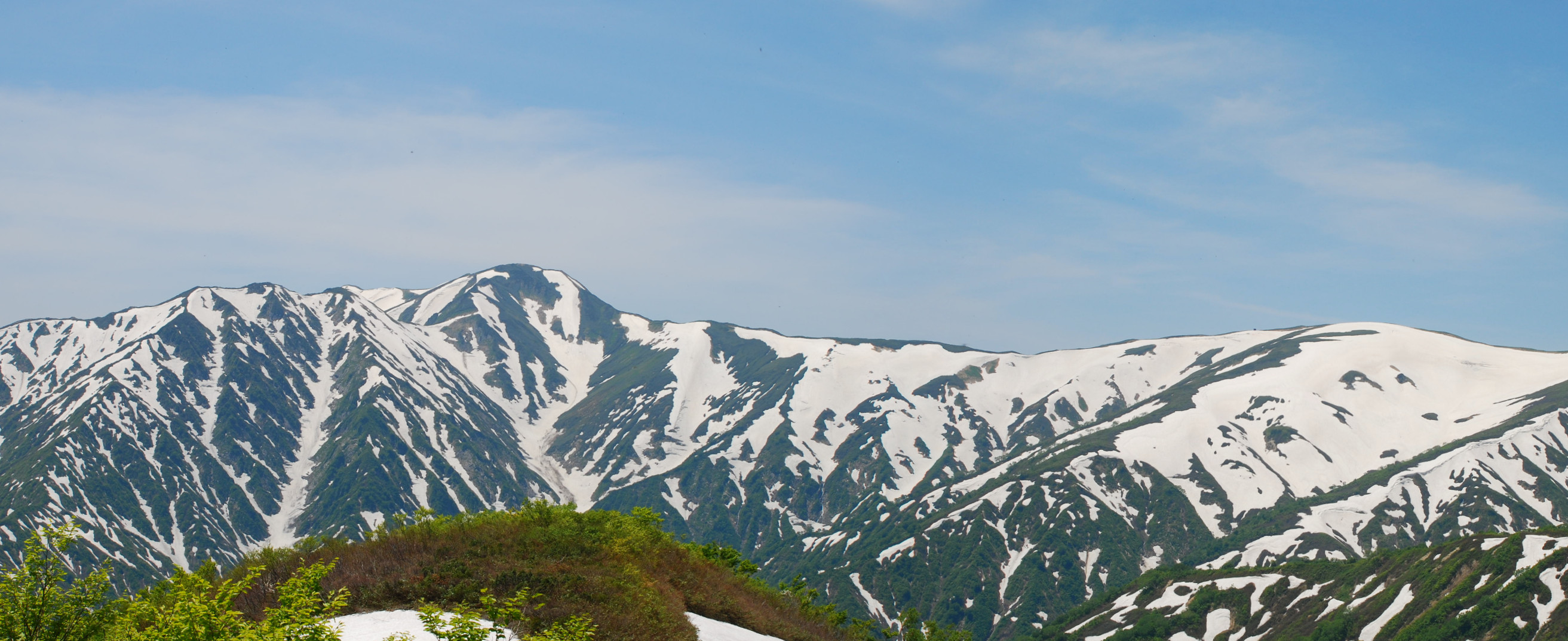
飯豐山地（日语：飯豊山地）
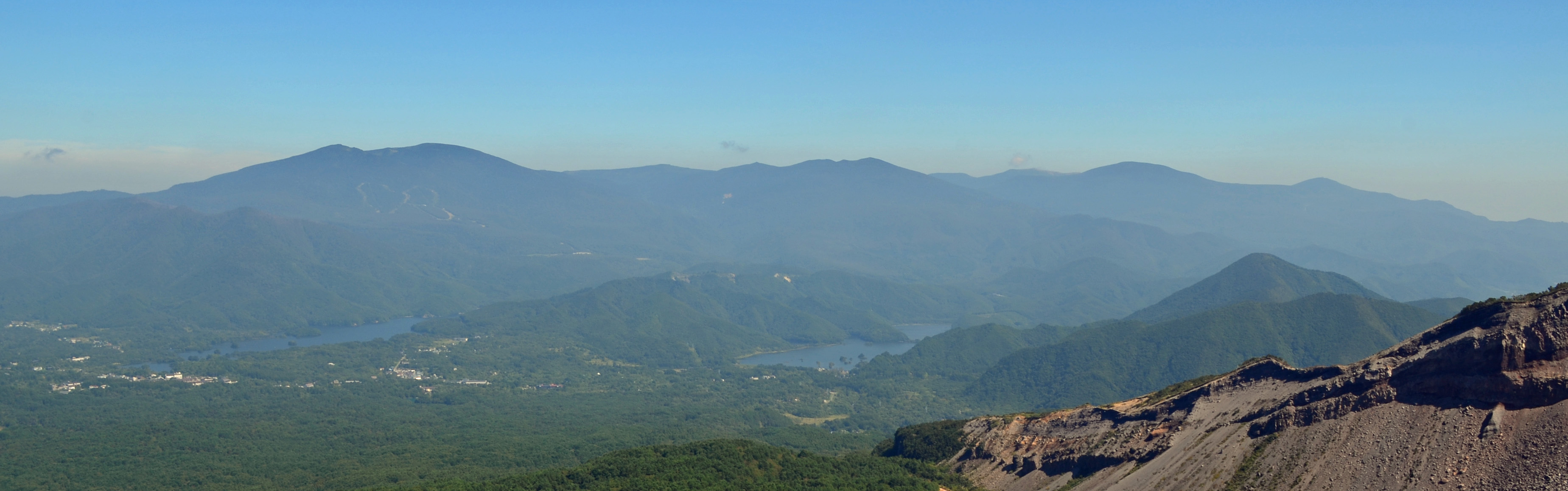
裏磐梯（日语：裏磐梯）與吾妻連峰
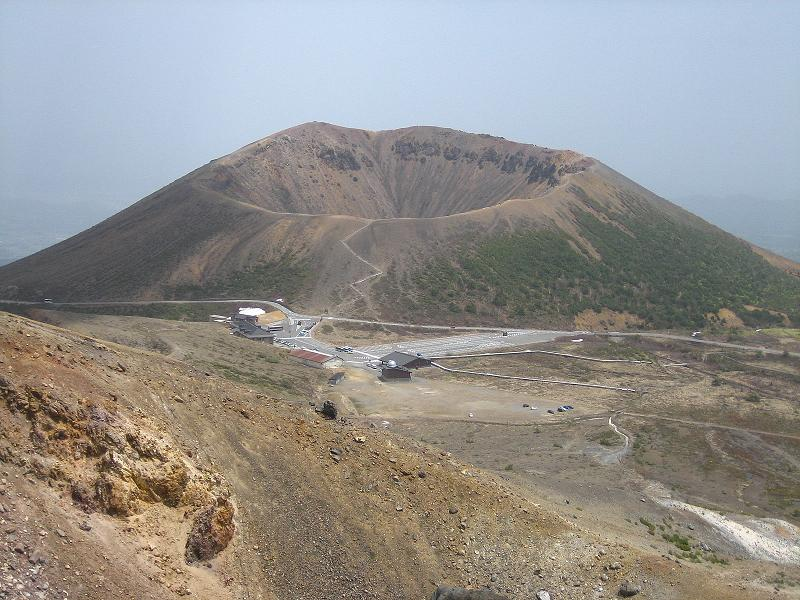
吾妻小富士
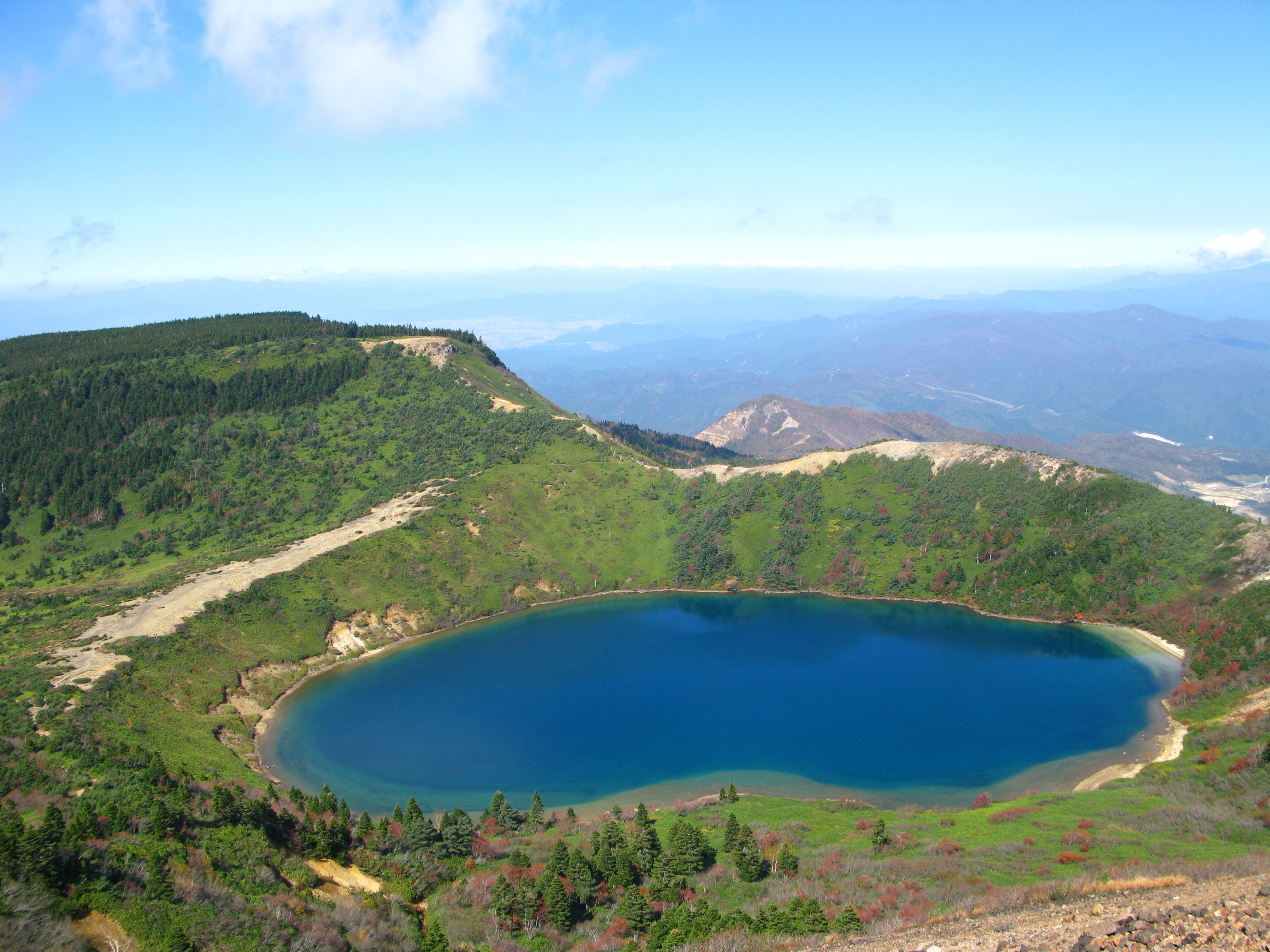
一切經山（日语：一切経山）眺望五色沼（日语：五色沼 (福島市)）
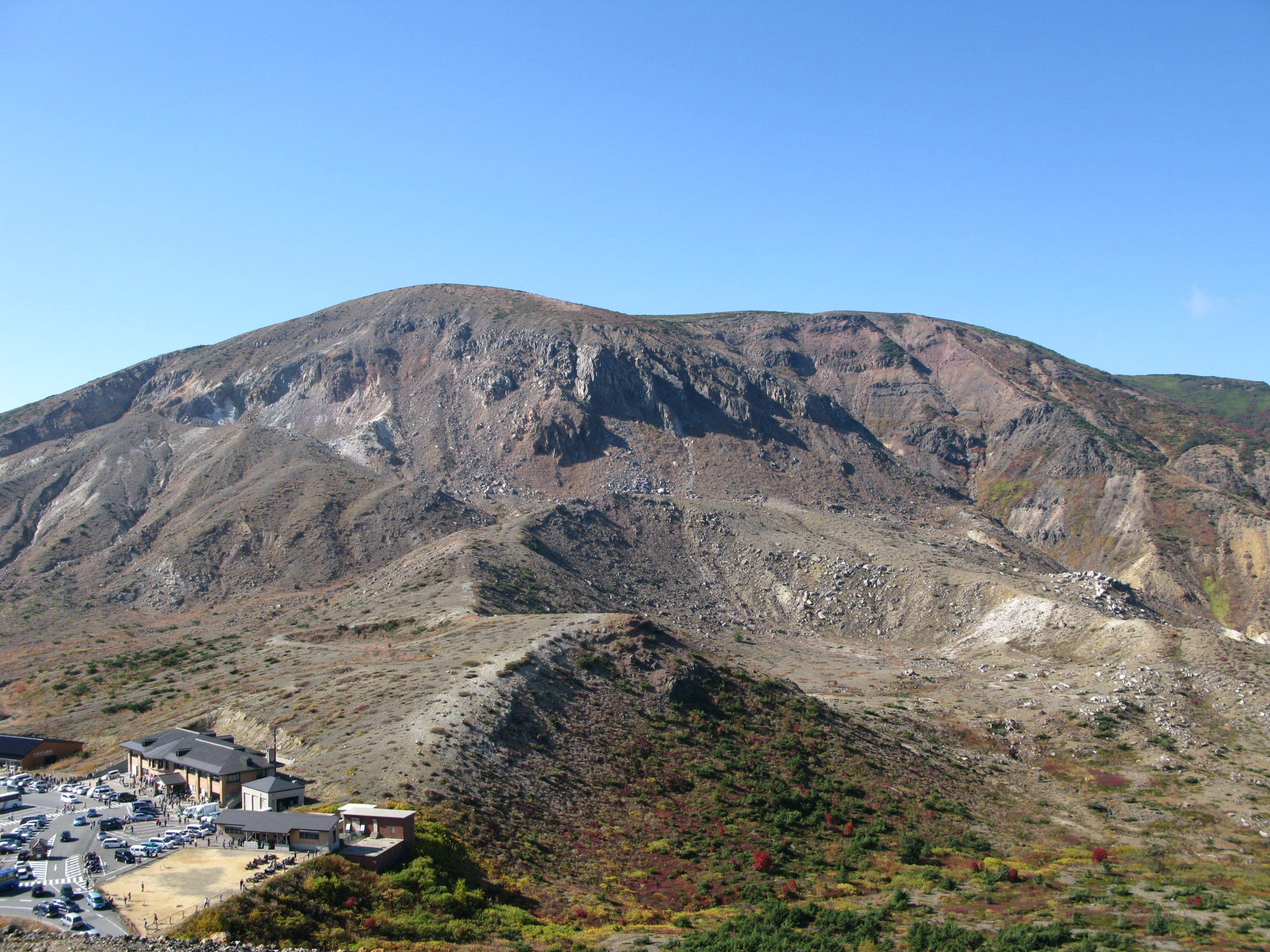
一切經山（日语：一切経山）
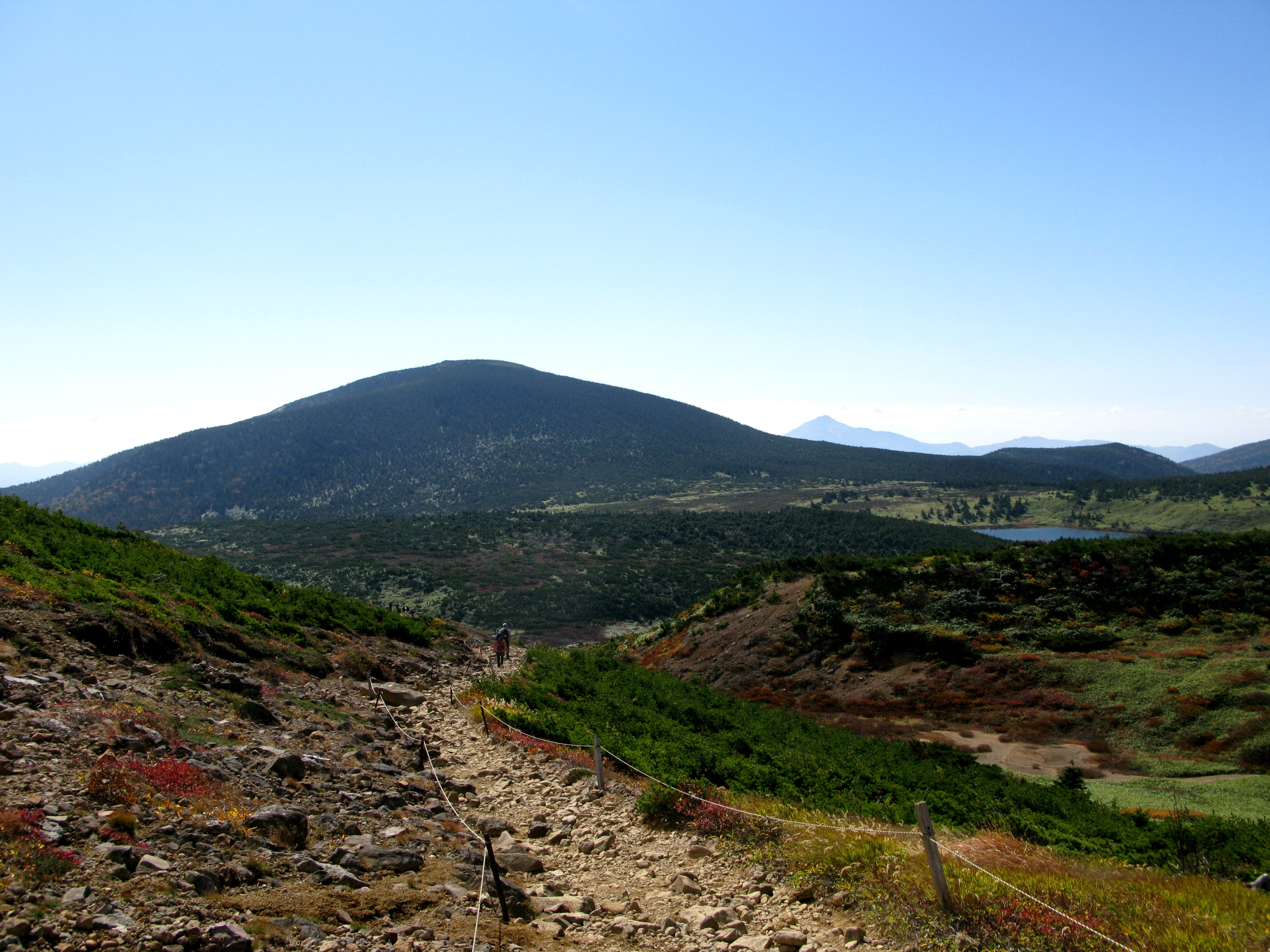
東吾妻山（日语：東吾妻山）
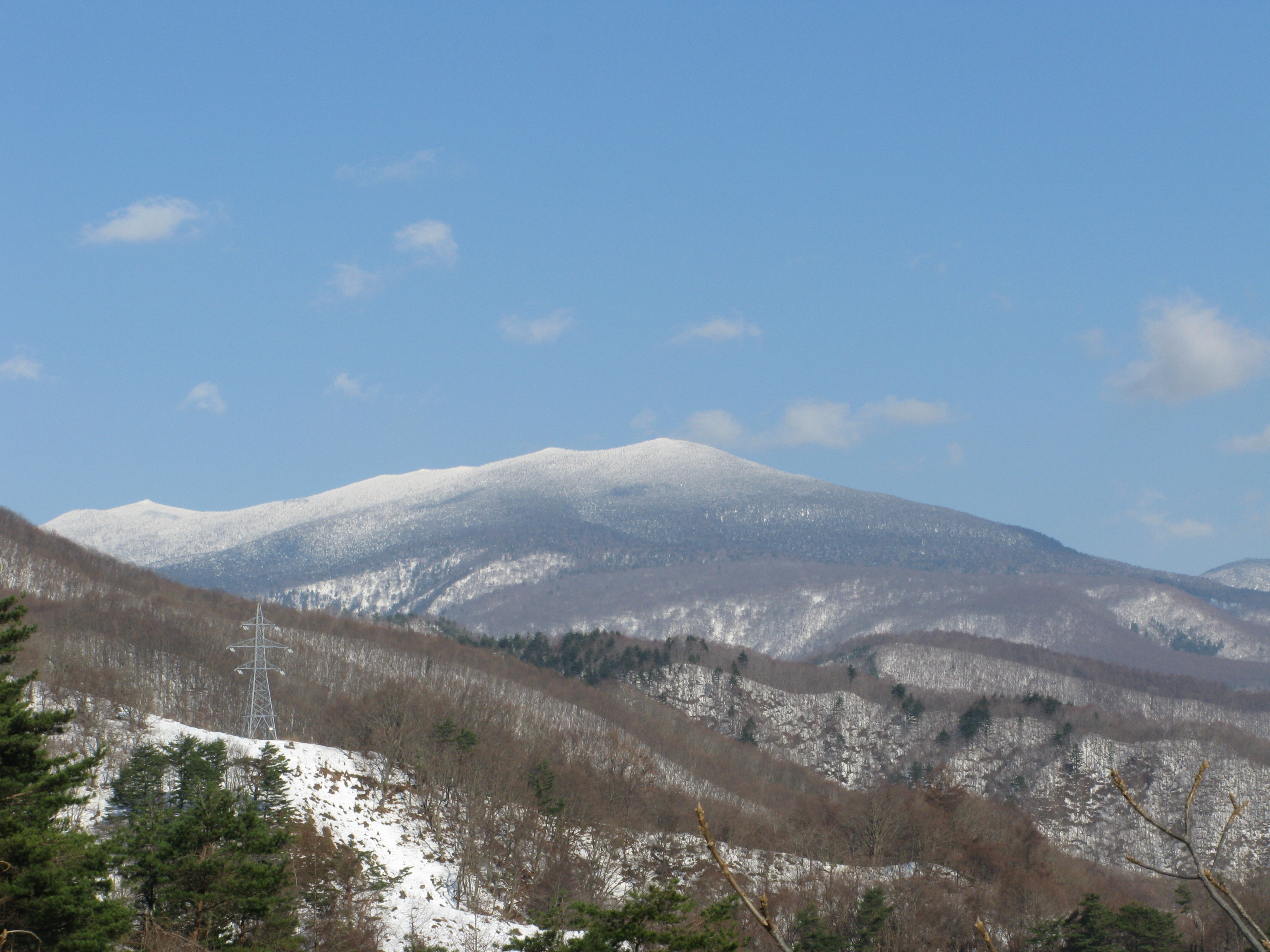
中吾妻山（日语：中吾妻山）
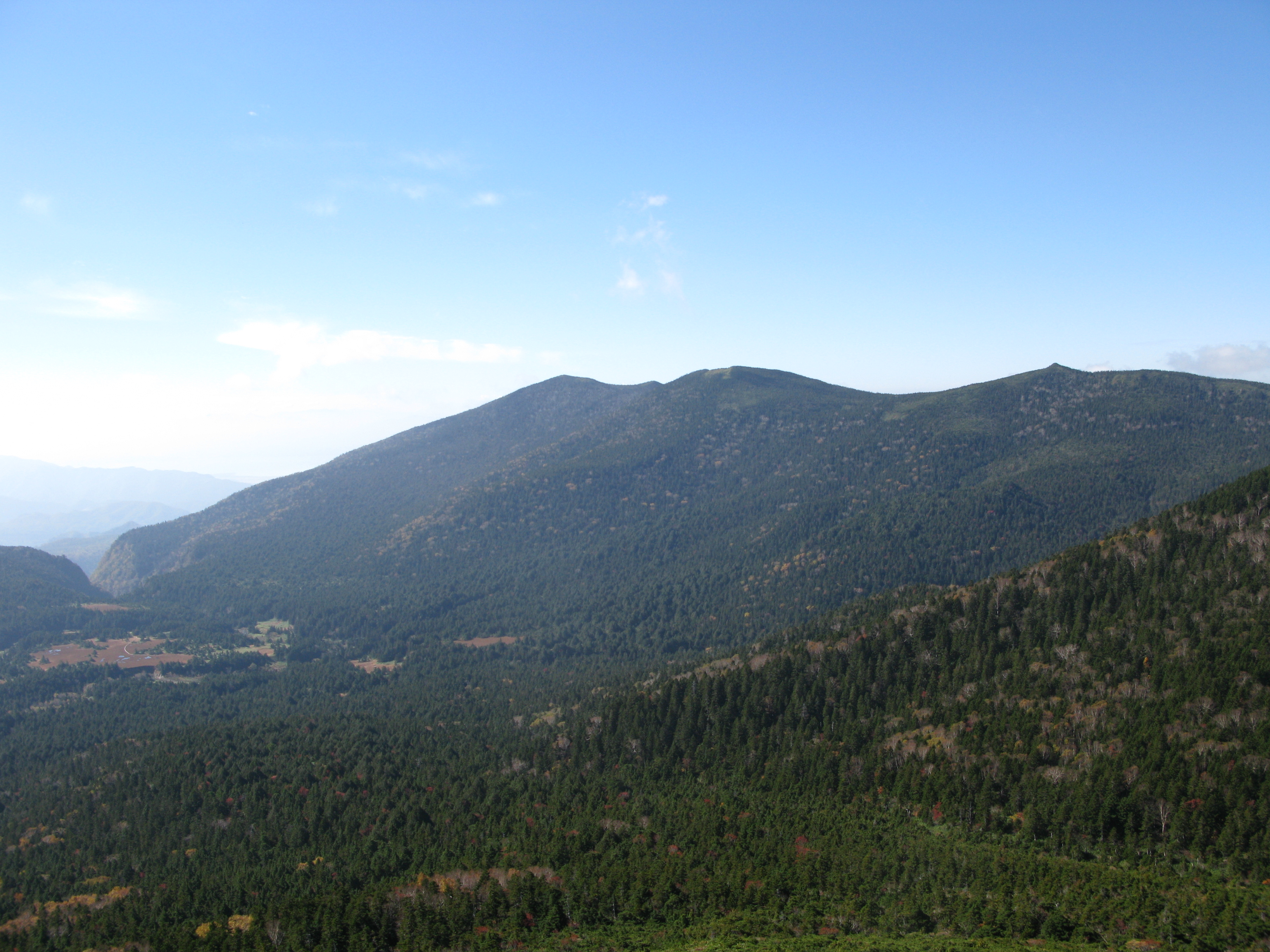
烏帽子山眺望中吾妻山、谷地平濕原（左）
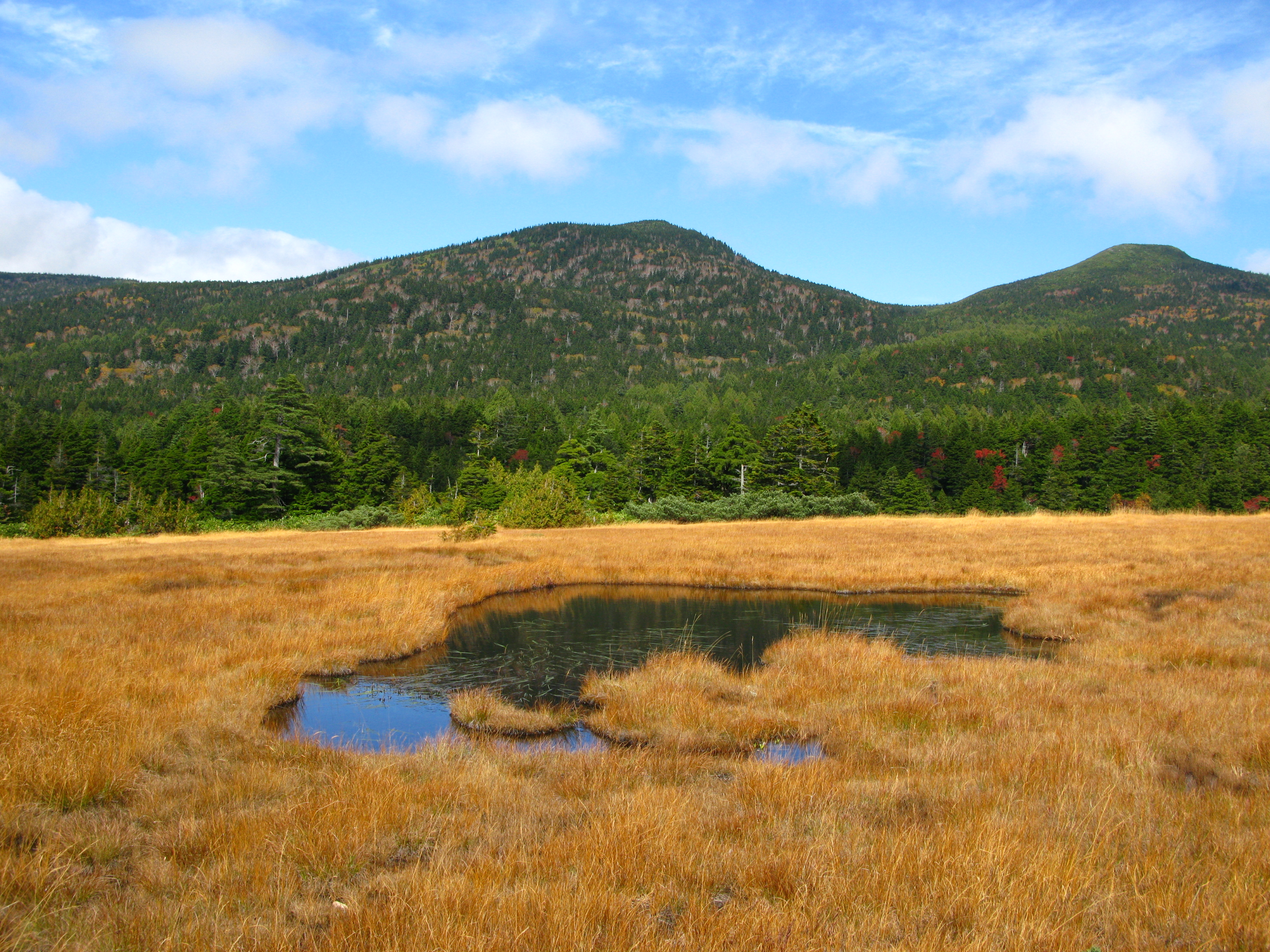
谷地平濕原、昭元山（中央）與烏帽子山（右）
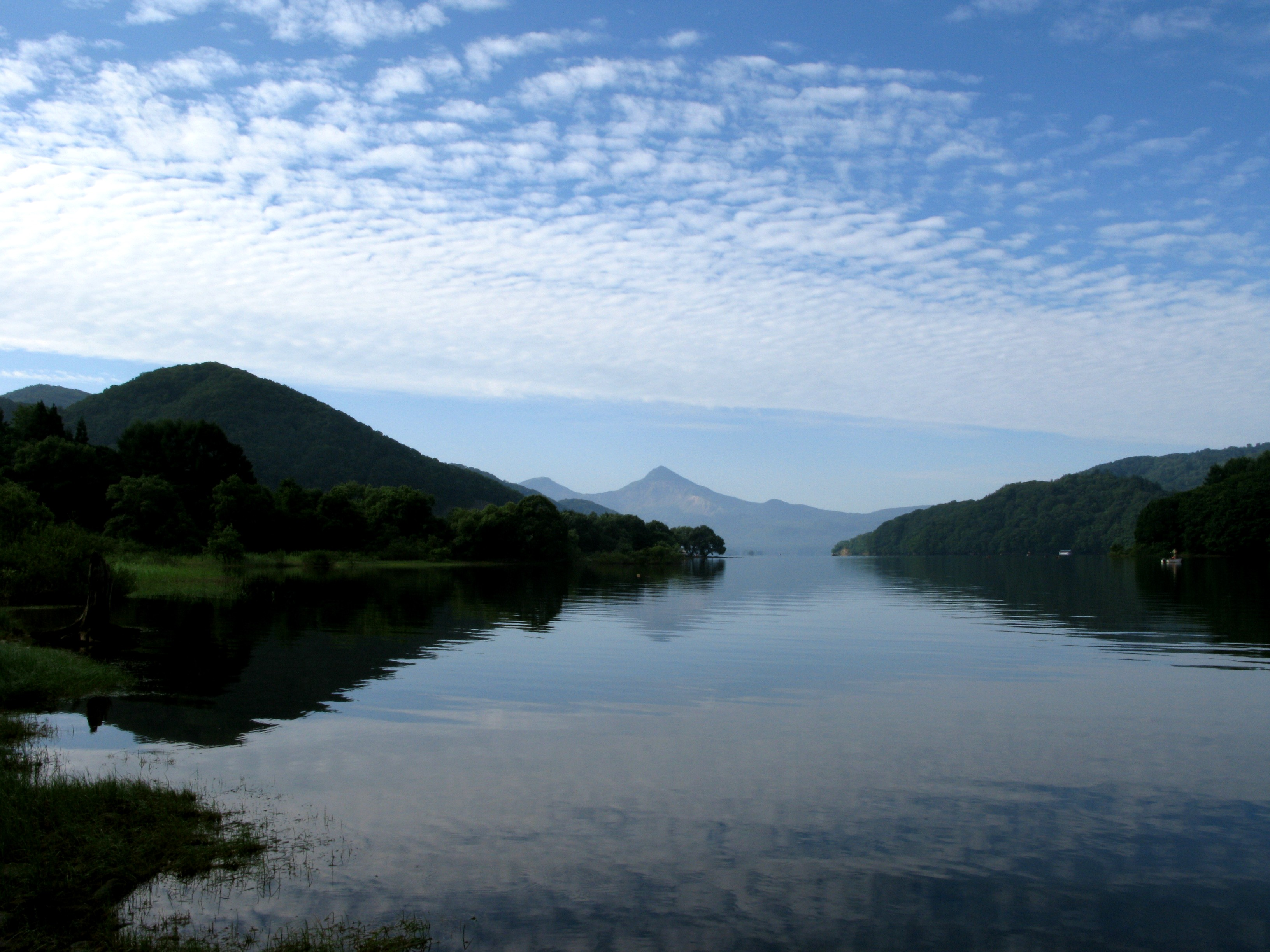
檜原湖（日语：檜原湖）眺望磐梯山
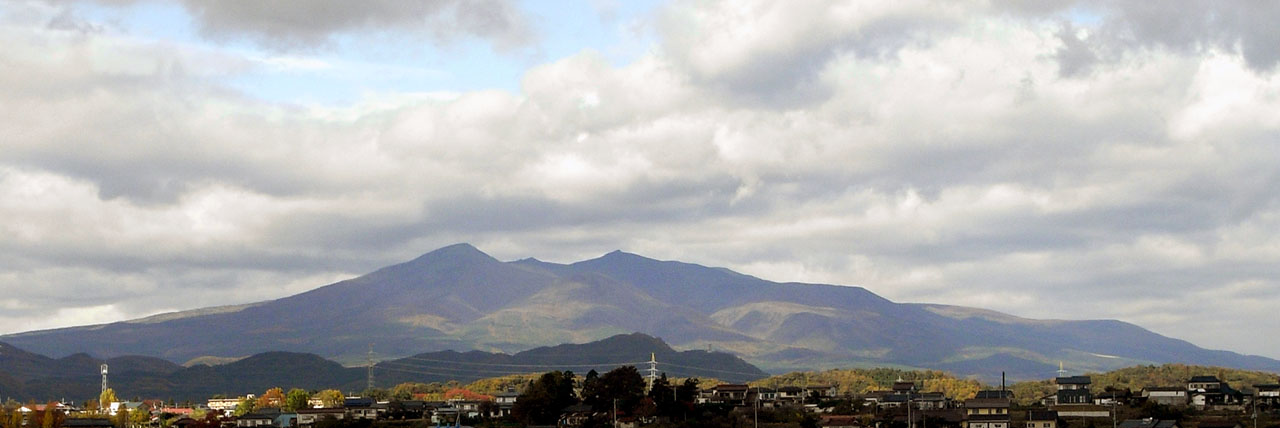
安達太良山
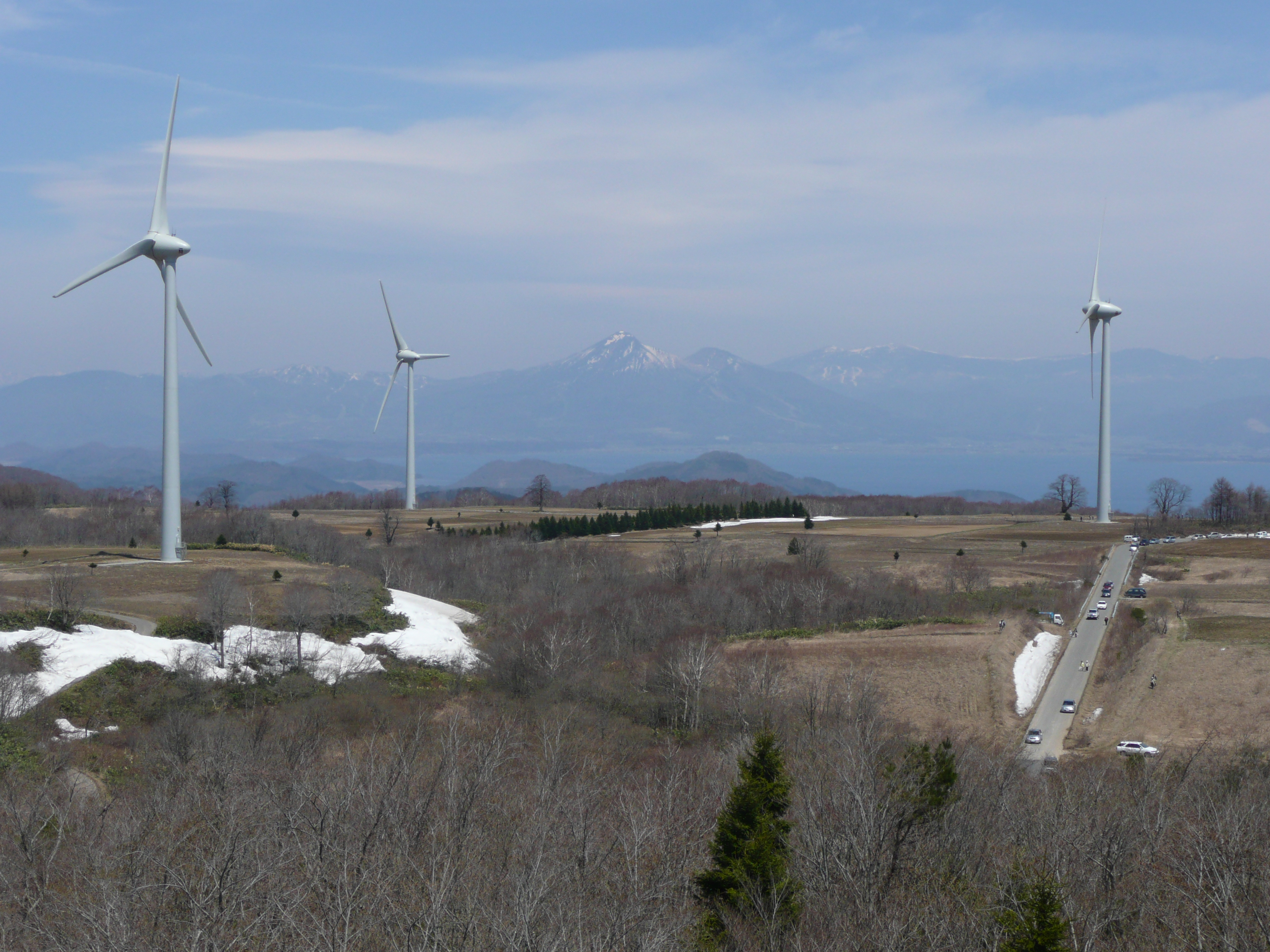
布引高原（日语：布引高原）眺望磐梯山與豬苗代湖

## 集團設施地區、遊客中心
| 地區名 | 面積    | 所在地               | 使用人數（人） |
| ------ | ------- | -------------------- | -------------- |
| 羽黑   | 71.9ha  | 山形縣鶴岡市         | 748,000        |
| 淨土平 | 38.0ha  | 福島縣福島市         | 485,000        |
| 裏磐梯 | 171.7ha | 福島縣耶麻郡北鹽原村 | 95,000         |
| 鷹之巢 | 20.9ha  | 新潟縣岩船郡關川村   | 33,000         |

| 中心名             | 設置者 | 所在地                                     | 使用人數（人） |
| ------------------ | ------ | ------------------------------------------ | -------------- |
| 月山遊客中心       | 環境省 | 山形縣鶴岡市羽黑町手向字羽黑山147−5        | 9,143          |
| 山形縣立自然博物園 | 山形縣 | 山形縣西村山郡西川町志津字姥岳159          | 10,032         |
| 裏磐梯遊客中心     | 環境省 | 福島縣耶麻郡北鹽原村大字檜原字劍峯1093-697 | 87,170         |
| 淨土平遊客中心     | 環境省 | 福島縣福島市在庭坂字石方1−4                | 38,431         |

## 關連項目
- 日本國立公園

## 外部連結
- （日語）磐梯朝日國立公園 （页面存档备份，存于）